# Raúl Tarragona
Raúl Andrés Tarragona Lemos (n. Montevideo, Uruguay; 6 de marzo de 1987) es un futbolista uruguayo que juega como delantero. Actualmente juega en Central Español Fútbol Club de la Primera División de Uruguay

## Clubes
| Club                   | País          | Año           |
| ---------------------- | ------------- | ------------- |
| Central Español        | Uruguay       | 2008 – 2009   |
| Bella Vista            | Uruguay       | 2009 – 2010   |
| Liverpool              | Uruguay       | 2010          |
| Bella Vista            | Uruguay       | 2011          |
| Racing de Montevideo   | Uruguay       | 2011 - 2012   |
| Cerro Largo            | Uruguay       | 2012          |
| Mushuc Runa            | Ecuador       | 2013          |
| Técnico Universitario  | Ecuador       | 2014 - 2015   |
| Boston River           | Uruguay       | 2015          |
| Salam Zgharta          | Líbano        | 2016          |
| Boston River           | Uruguay       | 2016          |
| Rentistas              | Uruguay       | 2016          |
| Ansan Greeners FC      | Corea del Sur | 2017          |
| Rentistas              | Uruguay       | 2018-2019     |
| Cerrito                | Uruguay       | 2020          |
| Central Español        | Uruguay       | 2021          |
| CSyD Villa Española    | Uruguay       | 2022          |
| Club Atlético Basáñez  | Uruguay       | 2023          |
| Puntarenas Fútbol Club | Costa Rica    | 2024          |
| Central Español        | Uruguay       | 2024-presente |

## Palmarés
| Título                                           | Club                  | País    | Año  |
| ------------------------------------------------ | --------------------- | ------- | ---- |
| Segunda División Profesional de Uruguay          | Club Sportivo Cerrito | Uruguay | 2020 |
| Torneo Clausura 1ra. División Amateur de Uruguay | Central Español       | Uruguay | 2024 |

- Datos: Q7299852